# Apiocera deserticola
Apiocera deserticola är en tvåvingeart som beskrevs av Paramonov 1953. Apiocera deserticola ingår i släktet Apiocera och familjen Apioceridae. Inga underarter finns listade i Catalogue of Life.